# Хаталдон
Хаталдон (осет. Хæтæлдон) — село в Алагирском районе Республики Северная Осетия — Алания. Административный центр Хаталдонского сельского поселения.

## География
Село расположено в северо-восточной части Алагирского района, на правом берегу реки Хаталдон. Находится в 15 км к востоку от районного центра Алагир и в 25 км к западу от Владикавказа. Средние высоты на территории села составляют около 635 метров над уровнем моря.

## Этимология
Название села происходит от одноимённой реки Хаталдон, название которого с осетинского переводится как «труба-река». По местной легенде, охотник блуждавший в лесу, наткнулся на удивительно чистую и вкусную воду, которая вытекала из стебля растения, напоминавшего трубочку.

## История
Селение было основано в 1910 году, у подножья Лесистого хребта. В течение года в новое село переселилось 42 семьи из села Кадгарон, среди которых преобладали фамилии — Абаевых, Казиевых, Караевых, Кцоевых и Гутновых.

## Население
| 2002  | 2010  | 2011  | 2012  | 2013  | 2014  | 2015  |
| ----- | ----- | ----- | ----- | ----- | ----- | ----- |
| 1027  | ↗1278 | →1278 | ↘1261 | ↘1257 | ↘1236 | ↘1234 |
| 2016  | 2017  | 2018  | 2019  | 2020  | 2021  | 2023  |
| ↘1223 | ↗1224 | →1224 | ↘1212 | ↘1205 | ↘1191 | ↘1186 |
| 2024  | 2025  |       |       |       |       |       |
| ↗1191 | ↗1196 |       |       |       |       |       |

Национальный состав
По данным Всероссийской переписи населения 2010 года:
| № | Национальность      | Численность, чел. | Доля   |
| - | ------------------- | ----------------- | ------ |
| 1 | осетины             | 1 251             | 97,9 % |
| 2 | другие / не указано | 27                | 2,1 %  |

## Улицы
- Басиевой
- Гагарина
- Кцоева
- Плиева
- Садовая
- Хетагурова